# フローラの目覚め

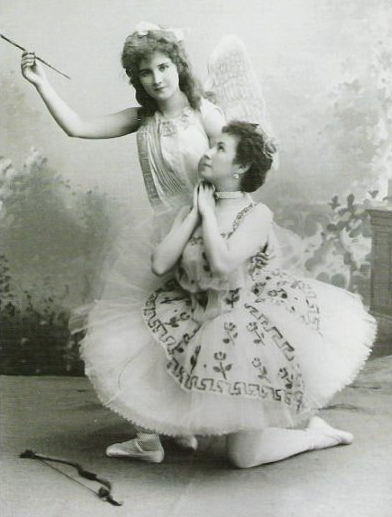
フローラ役のM・クシェシンスカヤ（右）とキューピッド役のV・トレフィロワ（左）（1894年）

「フローラの目覚め」 (別名 Flora's Awakening, または Le Réveil de Flore; 時折、誤って「花の目覚め」 The Flower's Reawakening あるいは The Reawakening of the Flowers と呼ばれることがある) は、リッカルド・ドリゴ作曲、マリウス・プティパ振付の陽気なアナクレオン風の1幕物のバレエ。台本を書いたのはマリウス・プティパとレフ・イワノフである。
このバレエは、クセニア・アレクサンドロヴナ大公女（皇帝アレクサンドル3世と皇后マリア・フョードロヴナの娘）とアレクサンドル・ミハイロヴィチ大公の結婚祝賀典のために作られた。

## 初演
初演は1894年7月28日（ユリウス暦、新暦では8月9日）で、ロシアのサンクトペテルブルクにあるペテルホフの劇場で帝室バレエ団が宮廷のために上演した。主な出演者は以下の通りである。
- マチルダ・クシェシンスカヤ（春の女神フローラ）
- アンナ・ヨハンソン（暁の女神オーロラ）
- オリガ・レオノワ（月の女神ダイアナ）
- パーヴェル・ゲルト（太陽の神アポロ）
- アレクサンドル・ゴールスキー（北風の神アキロン）
- ヴェラ・トレフィロワ（愛の神アムール／キューピッド）
- ニコライ・レガート（西風の神ゼフィール）
- クラウディア・クリチェフスカヤ（青春の女神ヘーベ）

次に一般観客向けの初演が帝室マリインスキー劇場において同じキャストで1895年1月8日（新暦1月20日）に行われた。この公演は火傷から回復したものの引退せざるをえなかったアンナ・ヨハンソン（偉大なバレエ教師・舞踊手クリスチャン・ヨハンソンの娘）の引退公演として行われた。

## 復原・再演
- Askhat Galiamovが西オーストラリア・バレエ団のために“Le Réveil de Flore”のタイトルで復原した。その初演は2006年2月14日、オーストラリア、パースにあるクォーリー円形劇場の「クォーリーでバレエを」というフェスティバルの期間中に行われた。主な出演者：Louise Chalwell（オーロラ）。

- セルゲイ・ヴィハレフは、セルゲーエフ・コレクションに保管されていたステパノフ式舞踊譜に基づいてマリウス・プティパの原振付を復活させた。この復原版はマリインスキー・バレエ団（旧キーロフ・バレエ団）のためのもので、2007年4月12日、ロシア、サンクトペテルブルクのマリインスキー劇場における第7回国際バレエフェスティバルで初演。

## 備考
- 「フローラの目覚め」については、プティパの原振付を1894年頃にウラジーミル・イワノヴィチ・ステパノフがステパノフ記譜法で記録した舞踊譜が完全な形で残っている。現在この舞踊譜はセルゲーエフ・コレクションの一部としてハーバード大学図書館シアター・コレクションに保管されている。

- プティパが一人で振付を行った作品であるという誤解がある新聞記事に基づいて広まったが、実際は従来の研究通り、このバレエはマリウス・プティパとレフ・イワノフの共同作品である。

- リッカルド・ドリゴによる音楽は、当時のバレトマン（バレエ・マニア）や評論家たちからバレエ音楽の傑作と讃えられ、管弦楽組曲にもなった。バレエ中盤のグラン・パ・ダクシオンの中のグラン・アダージョには、バイオリンのための華麗な独奏曲があり、19世紀末から20世紀初頭にバイオリニストたちがあちこちのコンサートで演奏し、その後こぞってレパートリーに加えられる人気曲になった。

- このバレエはサンクトペテルブルクのバレリーナたちのお気に入りだった。アンナ・パヴロワもその一人で、抜粋版をツアーの演目に入れていた。

- 指揮者リチャード・ボニングはドリゴの「フローラの目覚め」の楽譜から抜粋した曲を録音し、1972年のアルバム「パブロワ賛歌」に Le Réveil de Flore の題名で収めた。「パブロワ賛歌」は絶版となったが、この録音を再収録し2001年に発売された10枚組の“Fête du Ballet”はDecca Records で入手可能。

## 作品構成

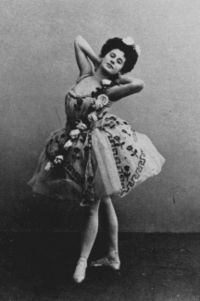
フローラ役のA・パヴロワ（1900年頃）

- イントロダクション
- ダイアナの踊り
- アキロンの登場
- 露の女神ロゼ
- オーロラの到着
- 幻想ワルツ
- アポロとゼフィールの登場
- アムールとキューピッドたちの登場
- アムールのヴァリエーション
- パ・ダクシオン -

1. アントレ
2. ヴァリエーション
3. フローラのヴァリエーション
4. コーダ

- マーキュリーの到着
- バッカスとアリアドネの大行進

- グラン・パ -

1. アントレ
2. グラン・アダージョ
3. コール・ド・バレエのための踊り
4. ゼフィールのヴァリエーション
5. フローラのヴァリエーション
6. グラン・ワルツ・コーダ

- コーダ・ジェネラル
- アポテオーズ - オリンポスの啓示